# Edition Alfons
Edition Alfons – Verlag für Graphische Literatur ist ein deutscher Verlag, der verschiedene Fachmagazine sowie Sekundärliteratur über Comics und grafische Literatur veröffentlicht. Herausgeber und Verleger ist der Publizist Volker Hamann.
Die ersten Publikationen erschienen unter dem Titel Comic Reddition von Mitte bis Ende der 1980er Jahre, allerdings noch in überschaubarer Auflage, und wurden von Andreas Wiedemann, Heiko Hähnsen und Volker Hamann in Norddeutschland herausgegeben und vertrieben. Die regelmäßige Teilnahme am Comic-Salon Erlangen ab 1985 (und damit ab der zweiten dieser inzwischen international hochangesehenen Comic-Schau), aber auch der Kontakt zu Andreas C. Knigge vom Carlsen Verlag (einem wichtigen Wegbereiter der Comic-Rezeption in Deutschland) sowie die enge Verbindung zu der Anfang der 1990er Jahre gegründeten Arbeitsstelle für Graphische Literatur (ARGL) an der Universität Hamburg und ihren Gründungsmitgliedern (u. a. die Germanisten Ole Frahm, Michael Hein und der Germanist und Illustrator Jens R. Nielsen) erweiterten das Netzwerk und die damit verbundene Expertise und führten zu einer zunehmenden Professionalisierung des Verlags, was einherging mit Veränderungen im Mitarbeiterstab des Verlags.

„[D]ann kam die Ausgabe 13 [der Comic Reddition], die für mich eine Zäsur markiert: In einem umfangreichen, profunden ‚Dossier‘ wurde dort Jacques Tardi porträtiert, einschliesslich einer umfassenden Bibliografie. Dieses ‚Dossier‘ sollte sich in den nächsten Jahren zum Markenzeichen der Reddition entwickeln. Das Willkürliche und Beliebige wich immer mehr der akribischen Grundlagenforschung [zu Comics], und es würde den Rahmen dieses kleinen Geburtstagsgrusses bei Weitem sprengen, all die Zeichner (und Autoren) zu nennen, deren Werk die Reddition in den letzten Jahren auf ebenso vorbildliche wie leidenschaftliche Art und Weise gewürdigt und transparent gemacht hat.“

1991 wurde die Comic Reddition in Reddition – Zeitschrift für Graphische Literatur umbenannt, die nunmehr zweimal im Jahr Deutschlandweit erscheint. Weitere Fachmagazine der Edition Alfons sind Alfonz – der Comicreporter, der jährlich erscheinende Comic-Report sowie das Magazin Camp. Darüber hinaus beteiligt sich der Verlag an Sonderausstellungen und herausgehobenen Veranstaltungen der Neunten Kunst.
Alleine das Magazin Alfonz – der Comicreporter dieses Verlags erscheint seit 2012 vierteljährlich in ausgesuchten Buch- und Comicbuchhandlungen mit Artikeln zu Comic-Neuheiten und Hintergründen über Serien, Zeichner und Verlage der graphischen Literatur. Thematisch wird darin ein großer Bereich abgedeckt, von Superhelden über Graphic Novels bis zu Kinder- und Webcomics und Manga.